# Уемское сельское поселение
Уемское сельское поселение или муниципальное образование «Уемское» — муниципальное образование со статусом сельского поселения в составе Приморского муниципального района Архангельской области России. 
Соответствует административно-территориальной единице в Приморском районе — Уемскому сельсовету.
Административный центр — посёлок Уемский. Адрес: 163502, РОССИЯ, Архангельская обл., Приморский р-н,  пос. Уемский, Заводская ул., 7.

## География
Расположено по правому берегу реки Северная Двина. Также выделяются реки Юрас и Уемлянка, Корелка. Общая площадь муниципального образования — 11 тысяч гектаров.

## История
Муниципальное образование было образовано в 2006 году.
10 февраля 1931 года вышло постановление ВЦИК подчинить Архангельскому горсовету Уемский сельсовет упразднённого Архангельского района Северного края.

## Население
| 2007  | 2010  | 2011  | 2012  | 2013  | 2014  | 2015  | 2016  | 2017  |
| ----- | ----- | ----- | ----- | ----- | ----- | ----- | ----- | ----- |
| 3698  | ↗3776 | ↘3761 | ↗3785 | ↗3786 | ↘3769 | ↗3785 | ↗3806 | ↗3816 |
| 2018  | 2019  | 2020  | 2021  | 2023  |       |       |       |       |
| ↘3798 | ↘3741 | ↗3748 | ↗4341 | ↗4361 |       |       |       |       |

## Состав
В состав Уемского сельского поселения по данным официального сайта Приморского района входит 5 населённых пунктов:
- посёлок Уемский — 3742 человек[21]
- деревня Малые Карелы — 30 чел.
- деревня Куропти — 1 чел.
- деревня Дряхлицыно — 3 чел.

По данным Всероссийской переписи 2010 посёлок Юрос не является частью сельского поселения.